# Кајл Чандлер
Кајл Мартин Чандлер (енгл. Kyle Martin Chandler; Бафало, 17. септембар 1965) амерички је позоришни, филмски и ТВ глумац.